# Жусара (Баия)
Жусара (порт. Jussara)  —  муниципалитет в Бразилии, входит в штат Баия. Составная часть мезорегиона Северо-центральная часть штата Баия. Входит в экономико-статистический микрорегион Иресе. Население составляет 16 314 человека на 2006 год. Занимает площадь 886,019 км². Плотность населения — 18,4 чел./км².

## Статистика
- Валовой внутренний продукт на 2003 год составляет 22 853 688,00 реалов (данные: Бразильский институт географии и статистики).
- Валовой внутренний продукт на душу населения на 2003 год составляет 1440,42 реалов (данные: Бразильский институт географии и статистики).
- Индекс развития человеческого потенциала на 2000 год составляет 0,568 (данные: Программа развития ООН).